# Febrero amargo
Febrero amargo é um documentário independente de Gastón Goicoechea Pérez e Agustín Lorenzo Arana. O documentário narra a insurreição do golpe militar que ocorreu no Uruguai em 9 de fevereiro de 1973. Ele detalha a resistência do Exército Nacional (Marinha) em defesa das instituições democráticas, juntamente com as especulações do sistema político e das organizações sociais da época sobre as possibilidades de um regime civil-militar baseado nos Comunicados 4 e 7.
O título do documentário foi tirado do livro Febrero amargo, escrito pelo senador Amílcar Vasconcellos em março de 1973, que foi republicado em 2017 como parte da Coleção de Clássicos Uruguaios da Biblioteca Nacional.
O filme foi concluído em janeiro de 2019 e está pronto para ser estreado no Festival de Cinema de Punta del Este.

## Enredo
Febrero amargo concentrou-se na coleta de depoimentos de historiadores acadêmicos, jornalistas que fizeram pesquisas históricas, figuras políticas e sindicais, bem como protagonistas que viveram na época. Os codiretores descartaram o uso da fotografia em favor do arquivo de vídeo histórico, aplicando a concepção de Roland Barthes de que o filme representa um "estar lá das coisas", em oposição ao "ter estado lá" da fotografia. Em outras palavras, o objetivo era que o documentário se tornasse uma "máquina do tempo"..
Além disso, ele não buscava apenas "documentar" o que aconteceu, mas também construir e reconstruir uma história vivida nos dias atuais. Por esse motivo, ele questiona a data tradicional do aniversário do golpe civil-militar de 1973, que é comemorado em 27 de junho, com a dissolução das câmeras. Em vez disso, o filme argumenta que o golpe ocorreu em 9 de fevereiro de 1973, quando ocorreu a insurreição militar do exército e da força aérea, e que a marinha nacional se opôs a ele em defesa das instituições democráticas.

## Filmagem
Em 2018, participamos de uma chamada de propostas do Fundo de Incentivo Audiovisual do Município de Maldonado para financiar os custos de produção de Febrero amargo. O filme ganhou o primeiro lugar e a quantia necessária para cobrir as despesas relacionadas à filmagem, pós-produção e edição.
O filme foi concluído em janeiro de 2019 e preparado para sua estreia no Festival de Cinema de Punta del Este. Desde então, foi exibido em festivais internacionais de cinema no Uruguai, como o Festival Internacional de Cinema de Piriápolis, o Festival Internacional de Cinema de Montevidéu (MONFIC), o New DETOUR Film Festival e o Atlantidoc 16 - Festival Internacional de Documentários.